# Perideridia parishii
Perideridia parishii là một loài thực vật có hoa trong họ Hoa tán. Loài này được (J.M. Coult. & Rose) A. Nelson & J.F. Macbr. mô tả khoa học đầu tiên năm 1916.